# Харперсвил (Алабама)
Харперсвил (енгл. Harpersville) град је у америчкој савезној држави Алабама. По попису становништва из 2010. у њему је живело 1.637 становника.

## Демографија
Према попису становништва из 2010. у граду је живело 1.637 становника, што је 17 (1,0%) становника више него 2000. године.
| Група             | 2000.         | 2010.         |
| Белци             | 1.123 (69,3%) | 1.172 (71,6%) |
| Афроамериканци    | 465 (28,7%)   | 385 (23,5%)   |
| Азијати           | 11 (0,7%)     | 11 (0,7%)     |
| Хиспаноамериканци | 10 (0,6%)     | 43 (2,6%)     |
| Укупно            | 1.620         | 1.637         |